# Тахтаулово
Тахтаулово (укр. Тахтаулове, бывшее название — Осмачки) — село, Тахтауловский сельский совет, Полтавский район, Полтавская область, Украина.
Код КОАТУУ — 5324085701. Население по переписи 2001 года составляло 2231 человек.
Является административным центром Тахтауловского сельского совета, в который, кроме того, входит село Жуки.

## Географическое положение
Село Тахтаулово находится на одном из истоков реки Полузерье,
примыкает к городу Полтава и селу Жуки. По селу протекает несколько пересыхающих ручьёв с запрудами.
Рядом проходит автомобильная дорога Н-12.

## Экономика
- Свинотоварная ферма.
- Государственное опытное хозяйство «Тахтаулово» Института свиноводства им. А. В. Квасницкого УААН.
- Полтавская птицефабрика.
- «Крючков», ЧП — рыбоводное хозяйство.

## Объекты социальной сферы
- Дом культуры.

## Известные жители и уроженцы
- Токарь, Нина Ивановна (1927—1958) — Герой Социалистического Труда.

## Развлечения, активный отдых
- Вейкбординг — OnTop Wake Park (ул. Независимости, 7).